# 10 Shake
10 Shake — австралийский бесплатный цифровой телеканал. Был основан телекомпанией «Network 10». Первый эфир вышел 27 сентября 2020 года. По состоянию на 2021 год телеканал принадлежит холдингу Ten Network Holdings, который является частью «ViacomCBS Networks UK & Australia». На канале представлены программы и передачи для людей в возрасте от 0 до 40 лет. В эфире с 6:00 до 18:00 транслируются детские программы, а с 18:00 до 6:00 передачи для подростков и взрослых.

## История
Линейка телеканалов «10» появилась в 2018 году, после реорганизации телекомпании «Network 10» (каналы «Eleven» и «One» были переименованы как «10 Peach» и «10 Boss» (сейчас «10 Bold»)). В мае 2020 года Беверли МакГарви, директор по контенту и исполнительный вице-президент «ViacomCBS» в Австралии и Новой Зеландии объявила, что телекомпания «Network 10» откроет новый цифровой канал, который будет ориентирован на аудиторию моложе 50 лет. В эфир войдут молодёжные сегменты других телеканалов «ViacomCBS Networks UK & Australia» — «10», «10 Peach» («Eleven») и «10 Bold» («One»). 13 июля 2020 года было объявлено, что новый телеканал будет назваться «10 Shake». Это наименование связано с британским каналом «Channel 5» (принадлежит «ViacomCBS»), молодёжный блок которого выходит под названием «Milkshake». Первый эфир телеканала вышел во многих штатах Австралии на первой неделе школьных каникул — 27 сентября 2020 года.
Детские передачи, транслируемые 10 Shake включают телесериалы Nickelodeon и местные австралийские детские программы, например Totally Wild, Crocamole и другие. Вечернее время и в прайм-тайм представлены сериалы и фильмы, ориентированные на молодых людей до 40 лет, производства Comedy Central, MTV, зарубежные программы («Очень позднее шоу с Джеймсом Корденом») и другие. Для канала выпускается австралийский короткометражный сериал «Shake Takes». 10 Shake также транслирует передачи ViacomCBS и CBS, фильмы от Warner Bros., Paramount, DreamWorks Animation, Village Roadshow, DC Films, Lionsgate и New Line Cinema.